# Kočkurovskij rajon
Il Kočkurovskij rajon (in russo Кочкуровский район?) è un municipal'nyj rajon della Repubblica Autonoma di Mordovia, nella Russia europea.